# بيك يون سيك
بايك يون سيك (من مواليد 16 مارس 1947) هو ممثل كوري جنوبي. و هو معروف لوجهه الخالي من التعابير الخاص بالتمثيل. 

## المهنة
ظهر بايك يون سيك لأول مرة عام 1970 على قناة KBS TV. و في السنوات التالية، كان قد ظهر في أربعة أفلام، حيث لعب ادوارًا رئيسية في أول افلام ظهر فيها منها فيلم شباب ممتازين excellent Guys و الدراما الكوميدية الرومنسية معك فقط Only with You مع سو مي كيونغ ، كان النجم الشاب في ذلك الوقت قد حصل على درجة البكالوريوس والماجستير في المسرح والسينما من جامعة تشونج أنج .  
ومع ذلك، بدا أن مسيرته السينمائية انتهت في السبعينيات واصبح معروفًا بعد ذلك كممثل تلفزيوني. في اواخر التسعينيات وأوائل العقد الأول من القرن الحادي والعشرين، حقق درجة معينة من الظهور في الدراما التلفزيونية مثل قمر مدية سول The Moon of Seoul (1994، مع هان سوك كيو - وتشوي مين سيك) و جانغ هوي بين Jang Hui-bin (2002، مع كيم هي-سو).  